# Frida
 For alternative betydninger, se Frida (flertydig). (Se også artikler, som begynder med Frida)
Frida er et pigenavn, der stammer fra oldnordisk "Friða" via olddansk "Fritha". En anden oprindelse kan være som kortform af en række tyske navne som "Elfrida". Navnet har været meget lidt brugt i en periode, og således fik under ti børn navnet i midten 1980'erne, men i de seneste år er navnet blevet populært, så der i 2022 var 425, der fik navnet. I alt bærer 8.276 danskere navnet pr. 1. januar 2025 ifølge Danmarks Statistik.

## Kendte personer med navnet
- Frida Brygmann, dansk musiker og dramatiker.
- Frida Jensen, dansk håndboldspiller.
- Frida Kahlo, mexicansk maler.
- Anni-Frid "Frida" Lyngstad, svensk sanger.
- Frida Schmidt, dansk lærer og kvindesagsforkæmper.
- Frida Zachariassen, færøsk kunstmaler.

## Navnet anvendt i fiktion
- Frække Frida er titelpersonen i en børnebogsserie på 12 bind skrevet af Lykke Nielsen. En af bøgerne er filmatiseret i 1994 med titlen Frække Frida og de frygtløse spioner.
- Fridas første gang er en film fra 1996 instrueret af Charlotte Sachs Bostrup.
- Frida er en mexicansk film fra 2002 om Frida Kahlo.
- Birger Sjöberg har skrevet flere visesamlinger om den fiktive person, Frida: Fridas bok og Fridas andra bok